# 주머니칠성장어속
주머니칠성장어속(학명: Geotria)은 칠성장어강 칠성장어목 주머니칠성장어과(Geotriidae)에 속하는 유일한 속으로, 현재까지 2종이 알려졌다.

## 하위 종
총 2종이 기재되어 있다.
- 주머니칠성장어 (Geotria australis)
- 아르헨티나칠성장어 (Geotria macrostoma)